# Joyce Easton
Joyce Easton (* 20. Dezember 1930; † 1. Juli 2024) war eine US-amerikanische Filmschauspielerin.

## Werdegang
Joyce Easton war zwischen 1967 und 1978 als Filmschauspielerin aktiv.

## Filmografie (Auswahl)

### Filme
- 1969: Bob, Carol, Ted und Alice
- 1971: Die Stadt des Schreckens
- 1974: Der Tag danach (Fernsehfilm)
- 1976: Mallory (Fernsehfilm)
- 1978: Teufelskreis Alpha

### Serien
- 1967: Kobra, übernehmen Sie (eine Folge)
- 1969: FBI (eine Folge)
- 1974: Die Partridge Familie (1 Folge)